# Gedenkstätte für die zwischen 1939 und 1945 ins Wolfhager Land verschleppten Zwangsarbeiter

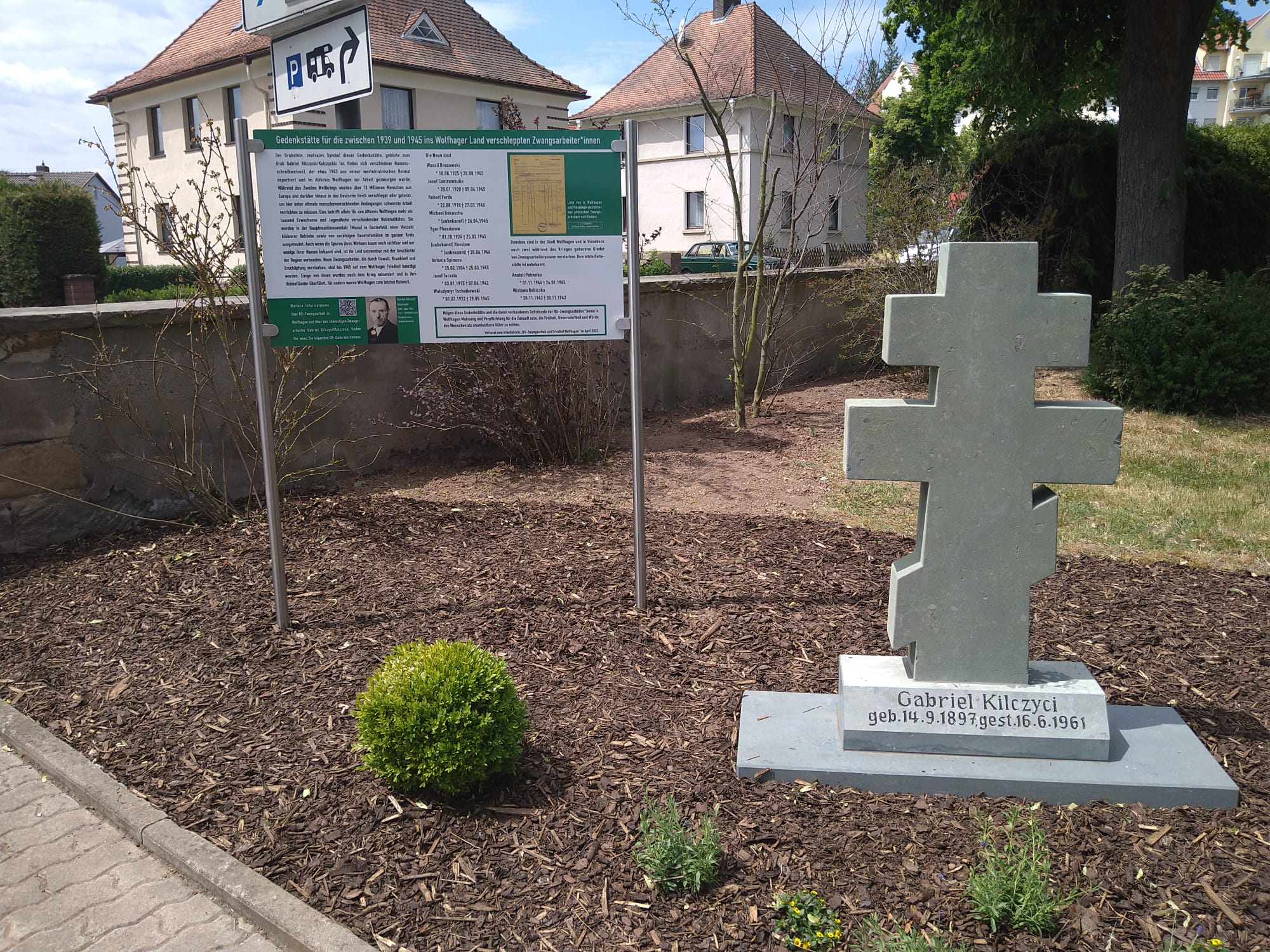
Die Gedenkstätte auf dem Wolfhager Friedhof (Nebeneingang Kurfürstenstraße).

Die Gedenkstätte für die zwischen 1939 und 1945 ins Wolfhager Land verschleppten Zwangsarbeiter auf dem Wolfhager Friedhof ist den während der NS-Herrschaft in den Altkreis Wolfhagen verschleppten Zwangsarbeiterinnen und Zwangsarbeitern gewidmet.

## Beschreibung
Die Gedenkstätte erinnert an neun Zwangsarbeiter, die im Zweiten Weltkrieg zwischen 1939 und 1945 nach Deutschland verschleppt wurden und bis 1945 in Wolfhagen verstarben. Sie kamen aus Frankreich, Italien, Polen und der Sowjetunion. Die meisten der neun Zwangsarbeiter waren unterernährt und verstarben unmittelbar vor oder nach der Befreiung durch die Amerikaner am 31. März 1945 mit Krankheiten als häufigste Todesursache. Zudem wurde ein Zwangsarbeiter gut zwei Monate nach der Befreiung im Stadtwald Wolfhagen erschossen. Auf der Gedenktafel werden ebenso die Namen zweier Kinder von polnischen Zwangsarbeiterpaaren aufgeführt, die in Wolfhagen und Wolfhagen-Viesebeck verstarben. Deren letzter Ruheort ist unbekannt.
Neben der Gedenktafel befindet sich der Grabstein von Gabriel Kulczycki, der spätestens 1943 aus seiner westukrainischen Heimat in den Altkreis Wolfhagen verschleppt wurde und auf verschiedenen Höfen, etwa dem Rittergut Wettesingen, sowie in der Lufthauptmunitionsanstalt (Muna) im heutigen Wolfhagen-Gasterfeld Zwangsarbeit leisten musste. Nach dem Krieg entschied sich Gabriel Kulczycki, weiterhin in Wolfhagen zu bleiben und lebte dort, bis er wegen einer Demenzerkrankung an das Psychiatrische Krankenhaus Haina überstellt wurde und dort 1961 verstarb. In Wolfhagen lebte Kulczycki als isolierter Außenseiter, der belächelt und verspottet wurde. Sein Schicksal ist das eines der von deutschen Behörden sogenannten heimatlosen Ausländer, die zwar mitten unter der Bevölkerung der BRD lebten, aber nie als deren Teil angesehen wurden. Kulczyckis Schicksal ist ein Beispiel dafür, wie geringschätzig mit ehemaligen Zwangsarbeitern im Nachkriegsdeutschland umgegangen wurde und dass erlittene Kriegserfahrungen für die Betroffenen physisch und psychisch ein Leben lang nachwirkten.
Zuletzt hat auch der Grabstein, in Form eines orthodoxen Kreuzes, selbst eine bewegte Geschichte: Nach der Einebnung von Gabriel Kulczyckis Grab wurde der Grabstein aufgrund seiner ortsüblich ungewöhnlichen Form aufgehoben, jedoch am Rand des Friedhofs aufbewahrt und somit langsam von der Friedhofshecke überwuchert. Auch in Unkenntnis der Geschichte von Gabriel Kulczycki erkannten Ukrainer und Ukrainerinnen, die in den 1990er nach Wolfhagen zogen die Form des Grabsteins und stellten dort Kerzen zu Allerheiligen auf, um den Grabstein nicht in Vergessenheit geraten zu lassen.

## Entstehungsgeschichte der Gedenkstätte und Rezeption

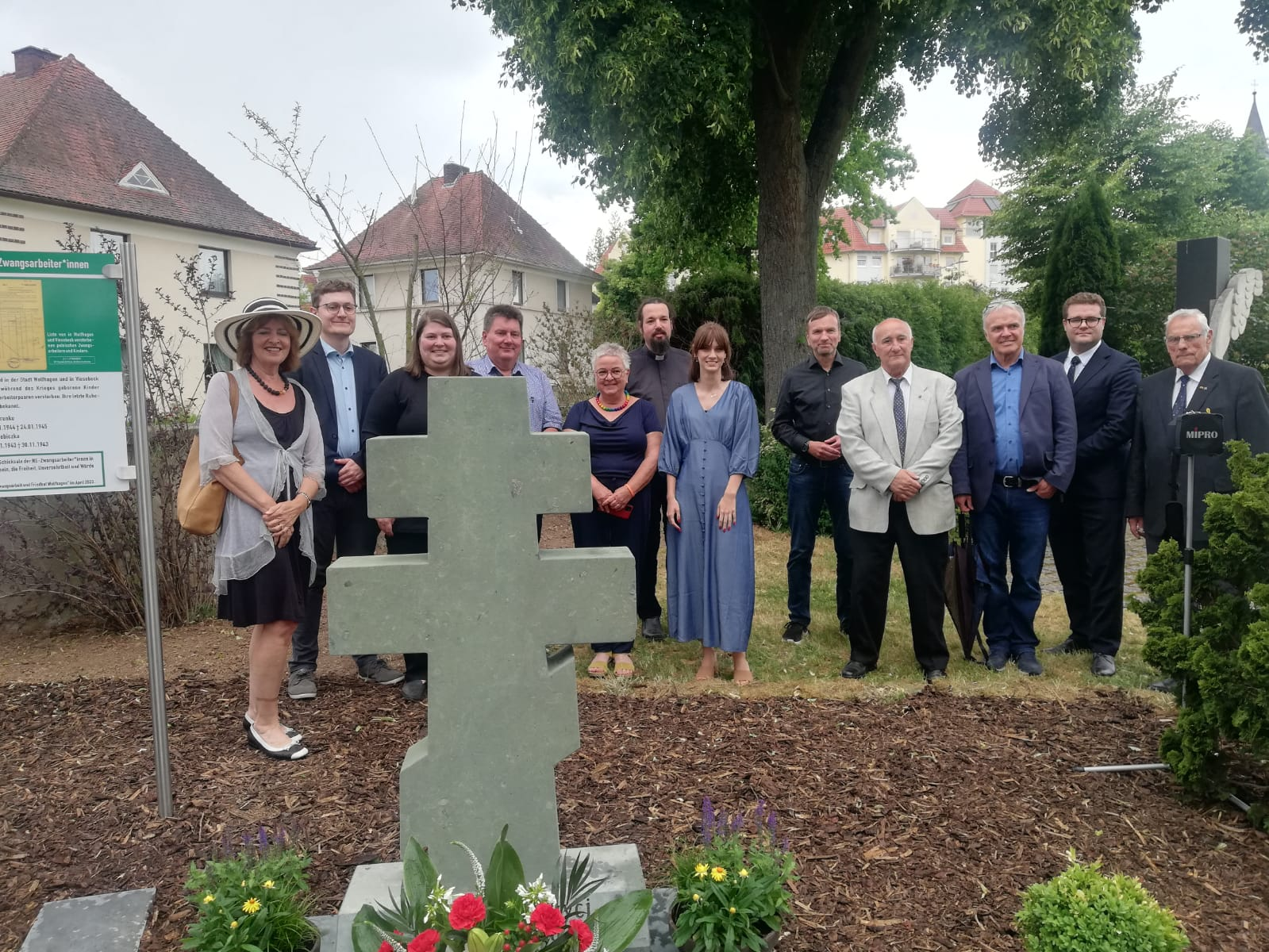
Die Redner der Einweihungsveranstaltung vom 16. Juni 2023.

Planungen für eine mögliche Gedenkstätte auf dem Wolfhager Friedhof begannen 2021, nachdem das Thema durch neue Forschungsergebnisse zu NS-Zwangsarbeit in Wolfhagen an Aktualität gewonnen hatte. Der Anfangsprozess verlief dabei zunächst schleppend. Am 16. Juni 2023, dem Todestag Gabriel Kulczyckis, konnte die Gedenkstätte schließlich vom Arbeitskreis „NS-Zwangsarbeit und Friedhof Wolfhagen“ der Öffentlichkeit präsentiert werden. Dem vorausgegangen waren zwei Spendenaufrufe in lokalen Medien. Zur Einweihung waren sowohl regionale als auch überregionale Gäste eingeladen. So waren etwa Mitglieder des Deutsch-Französischen Forums Kassel und des Vereins ASG Italia 1972 aber auch Jan Krzymowski vom Generalkonsulat der Republik Polen in Köln auf der Veranstaltung anwesend.
Dem Arbeitskreis „NS-Zwangsarbeit und Friedhof Wolfhagen“ wurde „für sein ehrenamtliches Engagement zur Aufarbeitung der Geschichte der Zwangsarbeit im Zweiten Weltkrieg und zur Bewahrung des historischen Erbes“ der Ehrenpreis der Stadt Wolfhagen 2023 verliehen.